# Тау Лебедя
Тау Лебедя (τ Cyg, τ Cygni, τ Лебедя) — двойная звёздная система в созвездии Лебедя, на расстоянии 68 световых лет от Земли с периодом обращения 49,6 года.
Компонентами системы являются жёлто-белый субгигант GJ 822.1 A со спектральным классом F2IV и жёлтая звезда главной последовательности GJ 822.1 B со спектральным классом G0V. Температура поверхности основного компонента составляет от 6000 до 7500 К. Он крупнее, горячее и в несколько раз ярче Солнца. Второй компонент по размерам, светимости и поверхностной температуре похож на Солнце. Видимые звёздные величины — 3.84 и 6.44 соответственно.
Амплитуда изменения совокупного блеска компонентов Тау Лебедя находится в пределах от 3.65 до 3.75 звёздной величины, хотя переменным является только компонент А. Данная особенность позволяет классифицировать Тау Лебедя как переменную типа δ Щита.